# لوئیجی استیلو
لوئیجی استیلو (انگلیسی: Luigi Stillo؛ زادهٔ ۶ ژانویهٔ ۱۹۸۴) بازیکن فوتبال اهل ایتالیا است.
از باشگاه‌هایی که در آن بازی کرده‌است می‌توان به باشگاه فوتبال آ.اس. رم و باشگاه فوتبال رجانا اشاره کرد.
وی همچنین در تیم ملی فوتبال Italy U-20 بازی کرده‌است.